# Повітряно-космічні сили Іспанії
Повітряно-космічні сили Іспанії (абр. ПКС Іспанії; ісп. Ejército del Aire y del Espacio, дос. «Армія повітря та космосу») — повітряно-космічні сили Збройних сил Іспанії.
Станом на 2025 рік ПКС Іспанії налічують близько 150 бойових літаків.

## Історія

### Ранні етапи

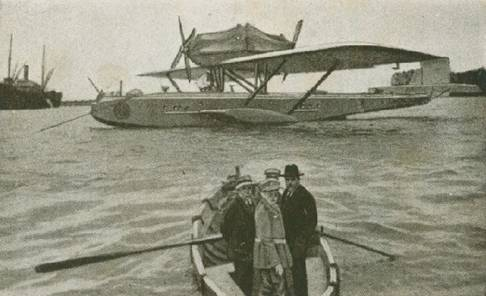
Plus Ultra на Палос-де-ла-Фронтера

Повітряні кулі почали використовувати у військових цілях в Іспанії ще у 1896 році. У 1905 році за допомогою Альфредо Кінделана Леонардо Торрес-і-Кеведо керував будівництвом першого іспанського дирижабля у Військовій аеростатичній службі армії, створеній у 1896 році і розташованій в Гвадалахарі. Новий дирижабль був успішно завершений і під назвою «Іспанія» здійснив численні випробувальні та виставкові польоти.
Однак офіційно повітряні сили іспанської армії почали діяти в 1909 році, коли полковник Педро Вівес Віч і капітан Альфредо Кінделан здійснили офіційну поїздку до різних європейських міст, щоб перевірити потенціал впровадження дирижаблів і літаків у Збройних силах Іспанії. Через рік королівським указом була створена Національна авіаційна школа (Escuela Nacional de Aviación (civil)) в Хетафе, поблизу Мадрида, під керівництвом Міністерства громадських робіт і транспорту (Ministerio de Fomento).
Створена установа стала мілітаризованою під назвою Aeronáutica Española, коли полковник Педро Вівес був обраний на посаду директора Aeronáutica Militar, Військової аеронавтики, назва військово-повітряних сил Іспанська армія. Капітан Альфредо Кінделан був призначений начальником авіації, Jefe de Aviación.
17 грудня 1913 року, під час війни з Марокко, іспанська експедиційна ескадрилья Aeronáutica Española стала першою організованою військовою авіаційною частиною, яка прийняла бій під час першого в історії систематичного бомбардування, скинувши авіабомби з Lohner Flecha («Стріла») на рівнину Бен-Каррікс у Марокко Протягом наступних років більша частина військової активності іспанських ВПС відбуватиметься в Північному Марокко.
У 1915 році була відкрита перша в Іспанії база гідролітаків у Лос-Алькасарес на Мар Менор в регіоні Мурсія, а Альфредо Кінделан був призначений директором військового повітроплавання, змінивши на цій посаді Педро Вівеса. Каталонська льотна школа була створена в Кан-Туніс, Барселона наступного року, а аеродром Хетафе став повноцінною військовою авіабазою. У 1919 році генерал Франсіско Ечагуе замінив Кінделана на посаді керівника Aeronáutica Española.
У 1920 році два Nieuport 80 і один Caudron G.3 вперше були пофарбовані ідентифікаційними номерами ескадрильї і рондель ВПС Іспанії. Невдовзі після цього Aeronáutica Naval, військово-повітряне відділення ВМС Іспанії, вже створене королівським указом чотирма роками раніше, почало функціонувати в Ель Прат, на тому ж місці, де нині розташований Аеропорт Барселони.

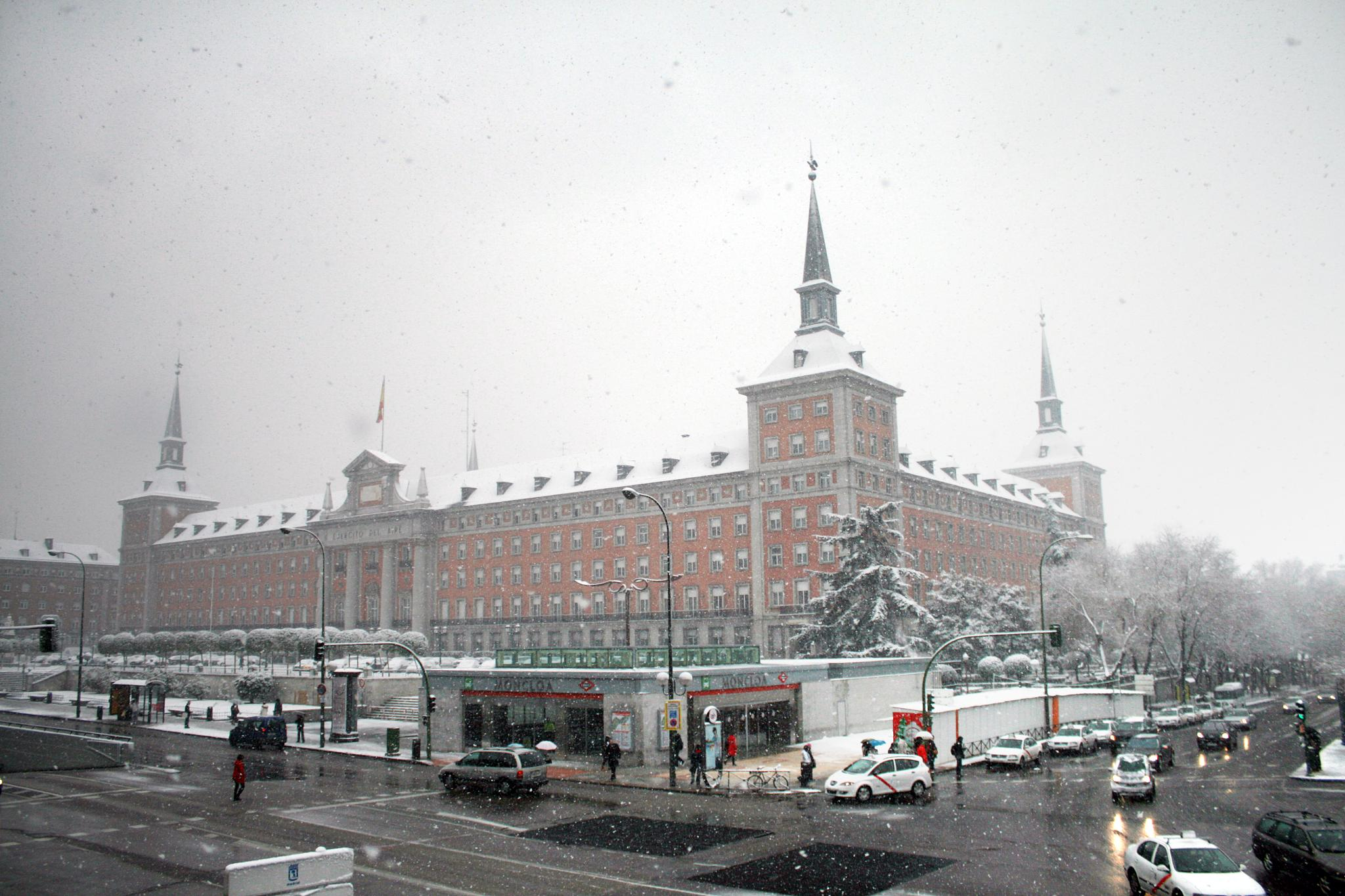
Фронтальний фасад штаб-квартири Військово-повітряних і космічних сил Іспанії в Мадриді

У 1921 році, після поразки Іспанії при Аяуані, відомої в Іспанії як Desastre de Annual, аеродром Селуан перейшов під контроль армії Ріфу, а інший аеродром був побудований в Надорі. Підполковник Кінделан був призначений Jefe Superior de Aeronáutica, ставши головнокомандувачем військово-повітряних сил у 1926 році, в той час, коли Іспанське Марокко було відвойоване і Війна за Ріф закінчилася.
У 1926 році екіпаж іспанських авіаторів, до складу якого входили Рамон Франко, Хуліо Руїс де Альда, Juan Manuel Duran та Пабло Рада, здійснив перший трансатлантичний переліт між Іспанією та Південною Америкою у січні 1926 року на Plus Ultra. Того ж року пілоти Гонсалес Галларса, Хоакін Лоріга Табоада і Рафаель Мартінес Естеве здійснили перший переліт між Іспанією та Філіппінами, всього за один місяць. Експедиція літала на двох Breguet 19 і була відома як Escuadrilla Elcano або «Ескадрилья Елькано».
У 1930 році була створена авіаційна база в Сан-Хав'єр, і того ж року було придушене прореспубліканське повстання на військовому аеродромі Куатро-В'єнтос поблизу Мадрида. Після проголошення Друга Іспанська Республіка у 1931 році генерал Луїс Ломбарте Серрано замінив Кінделана на посаді головнокомандувача ВПС, але його швидко змінив командувач Рамон Франко, молодший брат майбутнього диктатора Франсіско Франко. Капітан Сіпріано Родрігес Діас і лейтенант Карлос де Гайя Гонсалес без зупинок летіли до Екваторіальної Гвінеї, яка на той час була іспанським колоніальним форпостом. Під керівництвом капітана Варлели кадастрові зйомки Іспанії були проведені з використанням сучасних методів аерофотозйомка у 1933 році. Наступного року іспанський інженер Хуан де ла Сьєрва злетів і приземлився на seaplane carrier Dédalo на своєму автожирі C-30P. У 1934 році новим головнокомандувачем ВПС став коммандер Едуардо Саенс де Буруага.
Згідно з урядовим декретом від 2 жовтня 1935 року, Генеральна дирекція авіації була передана у підпорядкування Військового міністерства, Ministerio de la Guerra, замість того, щоб бути підпорядкованою Presidencia del Gobierno, після чого в 1936 році регіональні підрозділи ВПС були реструктуризовані. Відповідно, модель Escuadra на базі Військово-морських сил Іспанії була замінена на Region Militar підрозділи, які діють і сьогодні.

### Повітряні бої під час Громадянській війні в Іспанії
Після військового заколоту, що спричинив Громадянська війна в Іспанії, іспанська військова авіація була розділена на Військово-повітряні сили Друга Іспанська республіка та Національну авіацію (Aviación Nacional), створену повстанською армією.

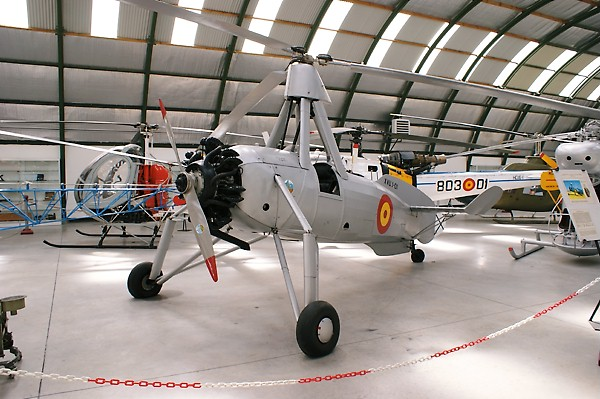
Іспанський автожир Cierva C.30

У липні 1936 року, одразу після перевороту, на допомогу повстанцям прибули перші німецькі Junkers Ju 52 та італійські Savoia-Marchetti SM.81, а винищувачі Fiat CR.32 почали діяти на фронті Córdoba. У серпні також були розгорнуті винищувачі Heinkel He 51. Ці літаки допомогли повстанській армії отримати повний контроль над повітрям, як і над німецькими та італійськими експедиційними силами, Легіон "Кондор" та Авіація легіонів. Спочатку іспанські республіканські військово-повітряні сили контролювали значну частину іспанської території, використовуючи різноманітні літаки, але постійна допомога, отримана Франциско Франко від Нацистська Німеччина та фашистська Італія, переламала ситуацію. У вересні 1936 року було створено Міністерство морських і повітряних сил, Ministerio de Marina y Aire, і Підсекретаріат повітряного флоту, Subsecretaria del Aire, під командуванням Індалесіо Прієто як міністра. Перший серйозний повітряний бій відбувся над Мадридом, коли італійські бомбардувальники атакували місто в ході масованої бомбардування. Під час реорганізації військових у районах Іспанії, які залишилися лояльними до уряду, нова військова структура республіки об'єднала Aeronáutica Militar та Aeronáutica Naval, перша з яких була військово-повітряними силами Іспанська республіканська армія, а друга — морською авіацією Іспанський республіканський флот, і утворили Іспанські республіканські військово-повітряні сили. Республіканський триколірний хоровод був замінений на червоні смуги для ідентифікації, знак, який раніше використовувався на літаках Aeronáutica Naval за часів монархії в 1920-х роках, до часів Республіки.
З дозволу генералісимуса Франко сили німецького легіону «Кондор» випробували на іспанській землі багато інноваційних і часто смертоносних методів повітряних бомбардувань проти районів, які залишалися лояльними до республіканського уряду. Нацистська допомога націоналістичним ВПС була частиною гітлерівської стратегії переозброєння Німеччини, а методи, яких німецькі нацистські пілоти навчилися в Іспанії, згодом будуть використані у Другій світовій війні. Незважаючи на руйнування і людські жертви, спричинені бомбардування міста Баски Герніка у 1937 році, відоме Люфтваффе як операція Рюген, Гітлер наполягав на тому, що його довгострокові плани в Іспанії були мирними. Він назвав свою стратегію «Блюменкріг» (Квіткова війна), про що свідчить його промова в січні 1937 р. Міжнародний резонанс навколо Герніки, однак, не призвів до збільшення військової допомоги, наданої обложеній Іспанській Республіці. Пілоти Іспанських республіканських ВПС, часто молоді і погано підготовлені, були не в змозі протистояти атакам нацистської Німеччини та фашистської Італії з використанням сучасних засобів ведення війни. Незважаючи на твердження Франко, що обидві військово-повітряні сили були рівними, і незважаючи на допомогу іноземних пілотів, іспанські республіканські літаки були здебільшого застарілими і часто перебували в аварійному стані. Навіть після отримання більшої кількості літаків від Радянського Союзу в середині війни, Іспанські республіканські ВПС більше не були здатні контролювати іспанське небо або відповідати потужності німецьких та італійських експедиційних сил в конкретних бойових ситуаціях.
Іспанські республіканські військово-повітряні сили стали практично непотрібними після Битва за Ебро у 1938 році, коли був підірваний корінь іспанських республіканських збройних сил. Остаточно вони були повністю розформовані після перемоги 1 квітня 1939 року.

### Після громадянської війни
.

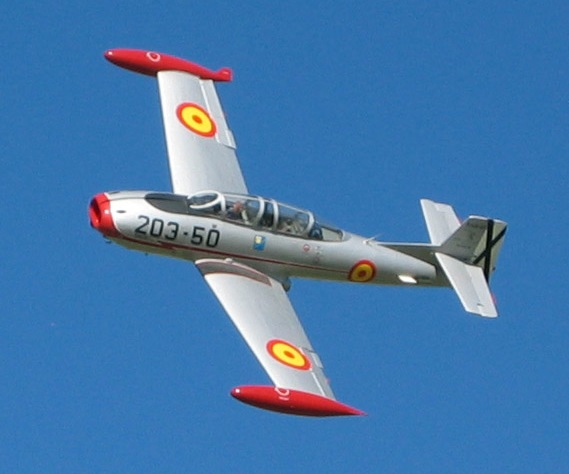
Іспанський Hispano HA-200 Saeta (Bolt)

Сучасні Військово-повітряні сили Іспанії (Ejército del Aire, або EdA) були офіційно створені 7 жовтня 1939 року, після закінчення Громадянська війна в Іспанії. EdA стала наступницею Націоналістичних та Республіканських військово-повітряних сил. Зник Іспанські республіканські кольори, а чорний круг на літаках був замінений на жовто-червоний круг. Однак чорно-білий Хрест Святого Андрія (ісп. Aspa de San Andrés) fin flash, хвостовий розпізнавальний знак ВПС Франко, а також Легіонерської авіації фашистської Італії та Легіону Кондор нацистської Німеччини, досі використовується в сучасних ВПС Іспанії..
Після змін, запроваджених на початку режиму Франко, повітряні регіони та їх командні центри були наступними:
- 1-й повітряний регіон. Центральний.
- 2-й повітряний регіон. Протоки.
- 3-й повітряний район. Схід.
- 4-й повітряний район. Піренеї.
- П'ятий повітряний район. Атлантика.
- Повітряна зона Балеарських островів.
- Повітряна зона Марокко
- Повітряна зона Канарських островів та Західної Африки

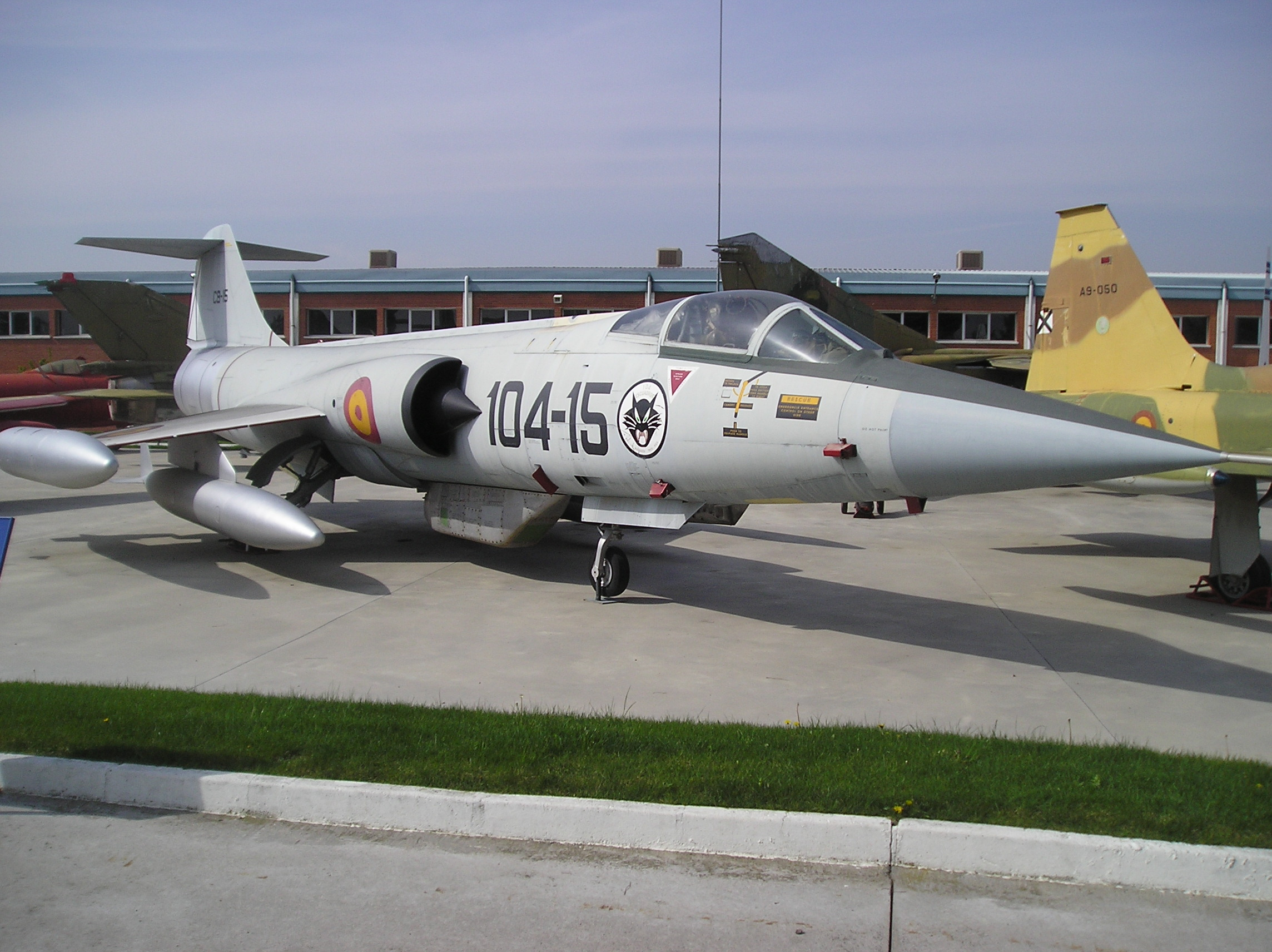
Колишній F-104 Starfighter ВПС Іспанії

Блакитна ескадрилья]] (Escuadrillas Azules) — військово-повітряний підрозділ, що воював на боці Країни Осі у складі Блакитної дивізії, Дивізія Азул. Іспанське добровольче формування у Друга світова війна. Ескадрилья «Азул» діяла у складі Люфтваффе на Східному фронті і брала участь у битві на Курській дузі. Ця ескадрилья була «15 Spanische Staffel»/JG 27 Afrika VIII Fliegerkorps, Люфтфлот 2
Протягом перших років після Другої світової війни ВПС Іспанії складалися переважно з німецьких та італійських літаків та їхніх копій. Цікавим прикладом був HA-1112-M1L Buchón (Поутер), це було по суті ліцензійне виробництво Messerschmitt Bf 109, переобладнане на Rolls-Royce Merlin 500-45 для використання в Іспанії.
У березні 1946 року в Алькала-де-Енарес було створено перший іспанський військовий десантний підрозділ, Primera Bandera de la Primera Legión de Tropas de Aviación. Вперше він брав участь у Війна в Іфні протягом 1957 і 1958 років. Через заперечення уряду США проти використання літаків американського виробництва в колоніальній боротьбі після Другої світової війни, Іспанія спочатку використовувала старі німецькі літаки, такі як Т-2 (Junkers 52, прізвисько «Пава»), B-2I (Heinkel 111, прізвисько «Педро»), C-4K (іспанська версія Bf 109, прізвисько «Бушон») та деякі інші. Проте, в рятувальних операціях використовувалися гідролітаки Grumman Albatross та гелікоптери Sikorsky H-19B Ось чому і в наш час EdA підтримує політику наявності винищувачів двох різних походження, один винищувач першої лінії північноамериканського походження, а інший франко-європейського походження (F-4C Phantom / Mirage F1, Mirage III; EF-18A / Єврофайтер Тайфун).[джерело?]
Хоча за своєю чисельністю ЕдА була вражаючою, наприкінці Другої світової війни технічно вона стала більш-менш застарілою через прогрес в авіаційних технологіях під час війни. З бюджетних міркувань Іспанія фактично утримувала багато старих німецьких літаків в експлуатації до 1950-х і 1960-х років. Наприклад, останній Junkers Ju 52 використовувався для тренувань парашутистів Escuadrón 721 з авіабаза Алькантарілья поблизу Мурсія аж до 1970-х років. CASA 352 і CASA 352L були розробками компанії CASA у 1950-х.
У 1950-х роках були встановлені зв'язки зі Сполученими Штатами. Іспанія отримала свої перші реактивні літаки, такі як F-86 Sabre і Lockheed T-33, а також навчальні та транспортні літаки, такі як T-6 Texan, C-47 і C-54, та Beechcraft T-34 Mentor. Перші серії американських літаків були замінені в 1960-х роках на новіші винищувачі, такі як F-104 Starfighter, F-4C Phantom та F-5 Freedom Fighter.

### Сучасність

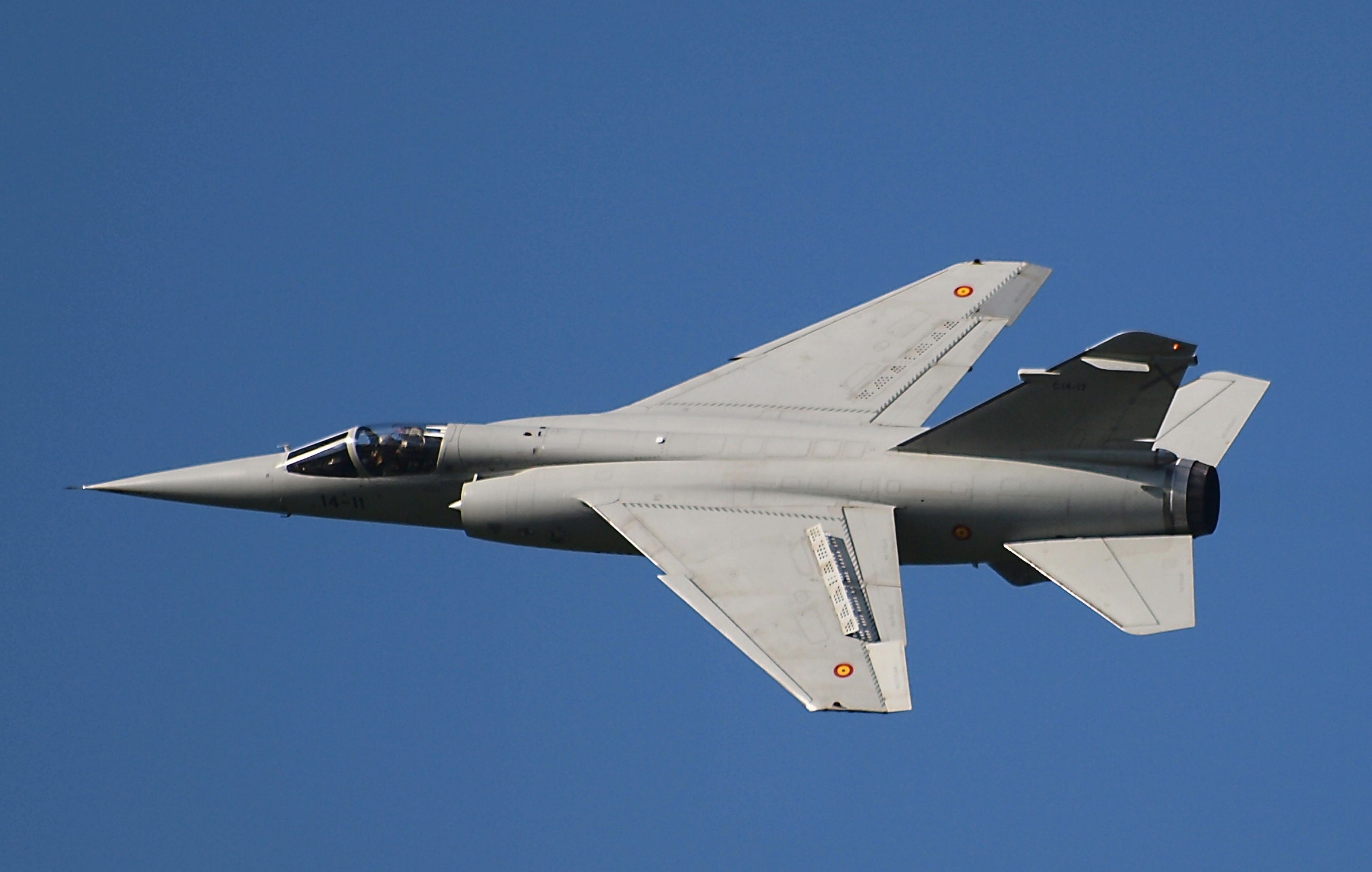
Іспанський Dassault Mirage F1

Після смерті диктатора Франко в 1975 році і наступних років перехід Іспанії до демократії організація і оснащення іспанських ВПС були знову модернізовані для підготовки до членства Іспанії в НАТО в 1982 році. Такі літаки, як Міраж III і Міраж F1 були закуплені у Франція і стали основою ВПС протягом 1970-х і частини 1980-х років. Французькі винищувачі складали основу ВПС до появи американських F/A-18. Іспанські F/A-18 брали участь у Боснійська війна та Війна в Косово під командуванням НАТО, базуючись в Авіано, Італія За сприяння USAF F-16s, іспанські ВПС EF-18A скинули бомби з лазерним наведенням на склади боєприпасів боснійських сербів в Пале, під час 25 і 26 травня 1994.

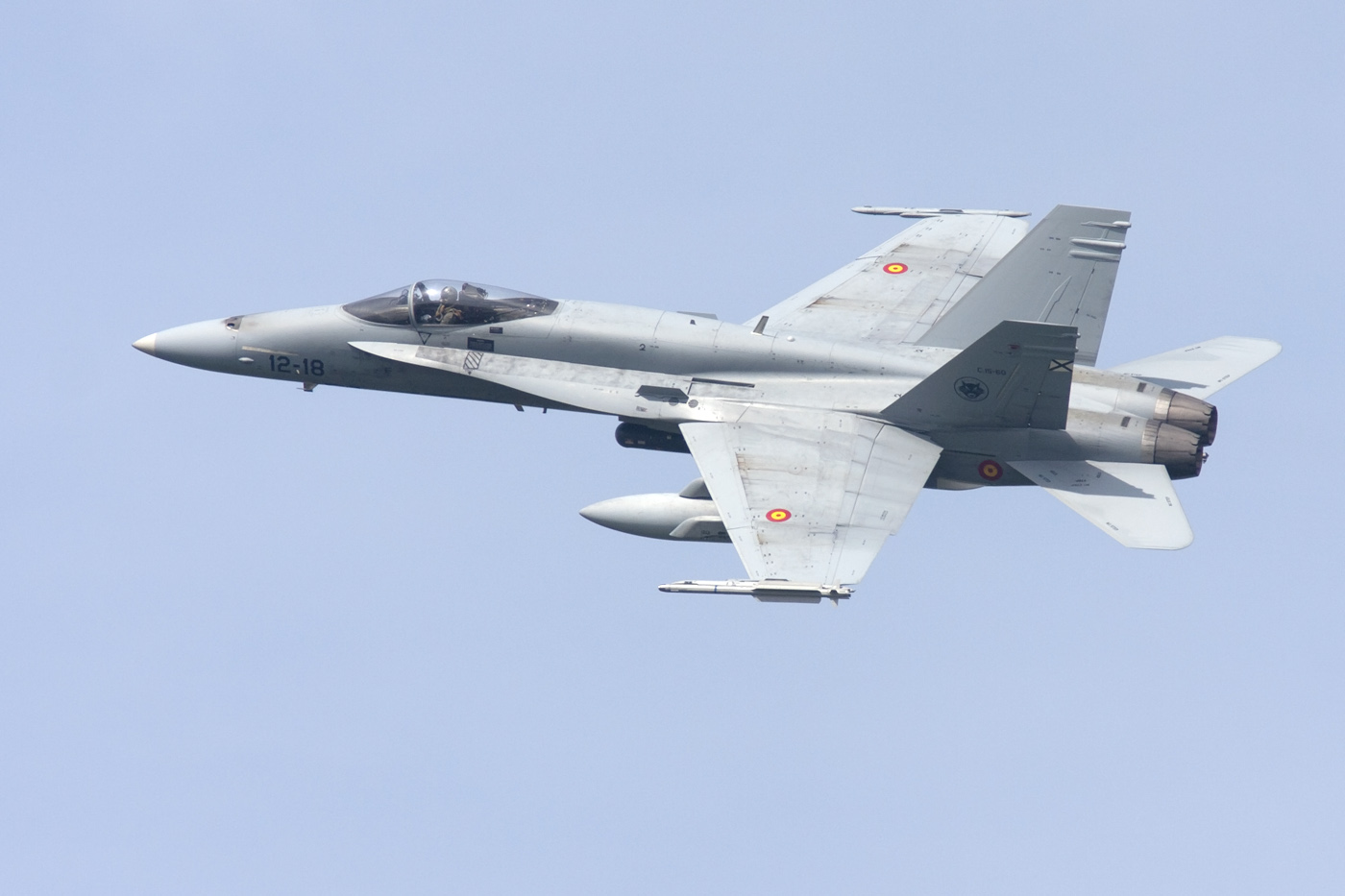
EF-18A іспанських ПКС у 2015 році

Іспанські повітряно-космічні сили замінюють старі літаки на новіші, включаючи Єврофайтер Тайфун і нещодавно представлений Airbus A400M Atlas, що стоять на озброєнні. Обидва виробляються за участю Іспанії; EADS CASA виготовляє праве крило і передню кромку Єврофайтеру, та бере участь у випробуваннях і складанні літака.
На відміну від військово-повітряних сил більшості основних країн-членів НАТО, Повітряно-космічні сили Іспанії наразі Список операторів літаків AEW&C не експлуатують жодного літака AEW&C.
Її пілотажною групою є Patrulla Aguila, яка літає на CASA C-101 Aviojet Його вертолітна команда, Patrulla Aspa, літає на Eurocopter EC-120 Colibrí.
У липні 2014 року ВПС Іспанії приєдналися до Європейського повітряно-транспортного командування зі штаб-квартирою в Ейндховенській авіабазі в Нідерландах

## Структура
Шаблон:Основна структура Повітряно-космічних сил Іспанії
Основна організація Повітряно-космічних сил виглядає наступним чином:
- Начальник штабу Військово-повітряних сил (Іспанія)|Начальник штабу Повітряно-космічних сил (JEMAE)
  - Штаб Повітряно-космічних сил (CGEAE) в Мадриді
  - Бойове авіаційне командування (MACOM) на авіабазі Торрехон.
  - Головне повітряне командування (MAGEN) у Мадриді
  - Повітряне командування Канарських островів (MACAN) в Лас-Пальмас.
  - Командування тилового забезпечення (MALOG) в Мадриді
  - Командування персоналу (MAPER) в Мадриді
  - Управління з економічних питань (DAE) в Мадриді

### Структура Збройних сил
Основним оперативним формуванням СВС є ala (крило), приблизно еквівалентне армійській бригаді. Зазвичай ala складається з трьох grupos (груп, еквівалентів армійських полків) — оперативна група під назвою Grupo de Fuerzas Aéreas (група ВПС, скорочено Grupo з наступним числовим позначенням), що включає авіаційні ескадрильї та ескадрилью підтримки польотів. Оперативна група зазвичай складається з двох або трьох ескадрилій (ескадрильї), кожна з яких зазвичай складається з 18-24 літаків. Так, Ala 15, що базується на Авіабаза Сарагоса, складається з двох ескадрилій по 18 літаків F/A-18 в кожній. Ще однією групою в складі крила є Grupo de Material, яка забезпечує технічне обслуговування і ремонт літаків, їх озброєння і систем. Завершує типову структуру крила Grupo de Apoyo — група авіаційної бази, яка забезпечує функціонування авіабази як військового об'єкта. Варіацією структури крила є авіабаза Ala 11 в Морон-де-ла-Фронтера, яка має не одну, а дві оперативні групи. Grupo 11 експлуатує літаки Eurofighter в ролі багатоцільових винищувачів, в той час як Grupo 22 експлуатує літаки P-3 Orion в ролі морського патрулювання і ППО, і, відповідно, є дві окремі ескадрильї технічного обслуговування для цих двох типів літаків.
Коли на авіабазі розміщується більше однієї ala або декілька окремих grupos, функцію житлового підрозділу виконує монтажний підрозділ ВПС (еквівалент армійського полку), який називається Групування … авіаційної бази (Agrupación de la Base Aérea de ...). Три таких приклади — Agrupación de la Base Aérea de Torrejon, Agrupación de la Base Aérea de Cuatro Vientos та Agrupación de la Base Aérea de Zaragoza. agrupacion може відповідати за підтримку операцій ВПС на декількох аеродромах (військових або цивільних). Наприклад, угруповання бази ВПС в Сарагосі відповідає за військові/цивільні аеродроми змішаного використання в Сарагосі, Логроньо-Агонсільо і Уеска-Пірінеос. База ВПС, на якій не розміщуються льотні підрозділи, класифікується як Acuartelamiento Aéreo (приблизно перекладається як «Об'єкт ВПС», одним з таких прикладів є Acuartelamiento Aéreo Bardenas, що підтримує полігон Bardenas Reales), а аеродром, на якому не розміщуються постійні льотні підрозділи, класифікується як Aerodromo Militar (військовий аеродром), наприклад, Aerodromo Militar de Pollensa.

### Повітряні бази
- Авіабаза Алькантарілья
- Авіабаза Армілья
- Авіабаза Куатро-В'єнтос
- Авіабаза Ґандо
- Авіабаза Хетафе
- Авіабаза Лос-Лянос
- Авіабаза Матакан
- Авіабаза Морон
- Авіабаза Сан-Хав'єр
- Авіабаза Сантьяго
- Авіабаза Сан-Хуан
- Авіабаза Талавера
- Авіабаза Торрехон
- Авіабаза Вільянубла
- Авіабаза Сарагоса

#### Неіснуючі авіабази
- Авіабаза Агонсільо
- Авіабаза Манісес
- Авіабаза Реус
- Авіабаза Вільяфрія

## Техніка та озброєння

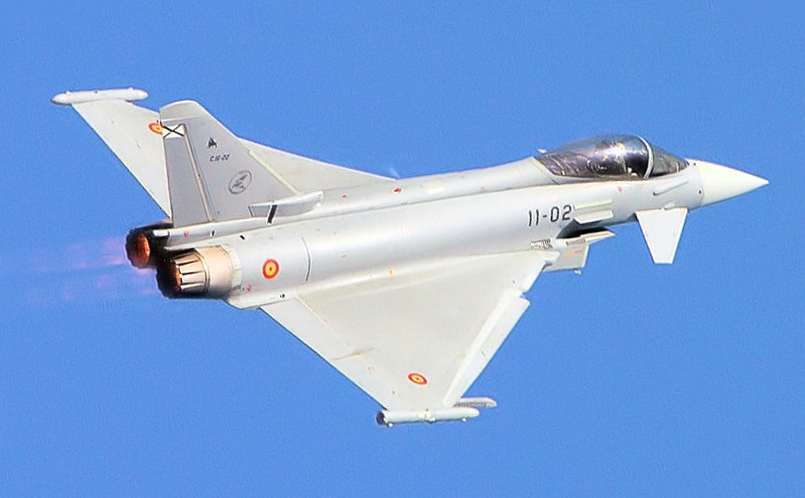
Іспанський Typhoon над RIAT у 2006 році

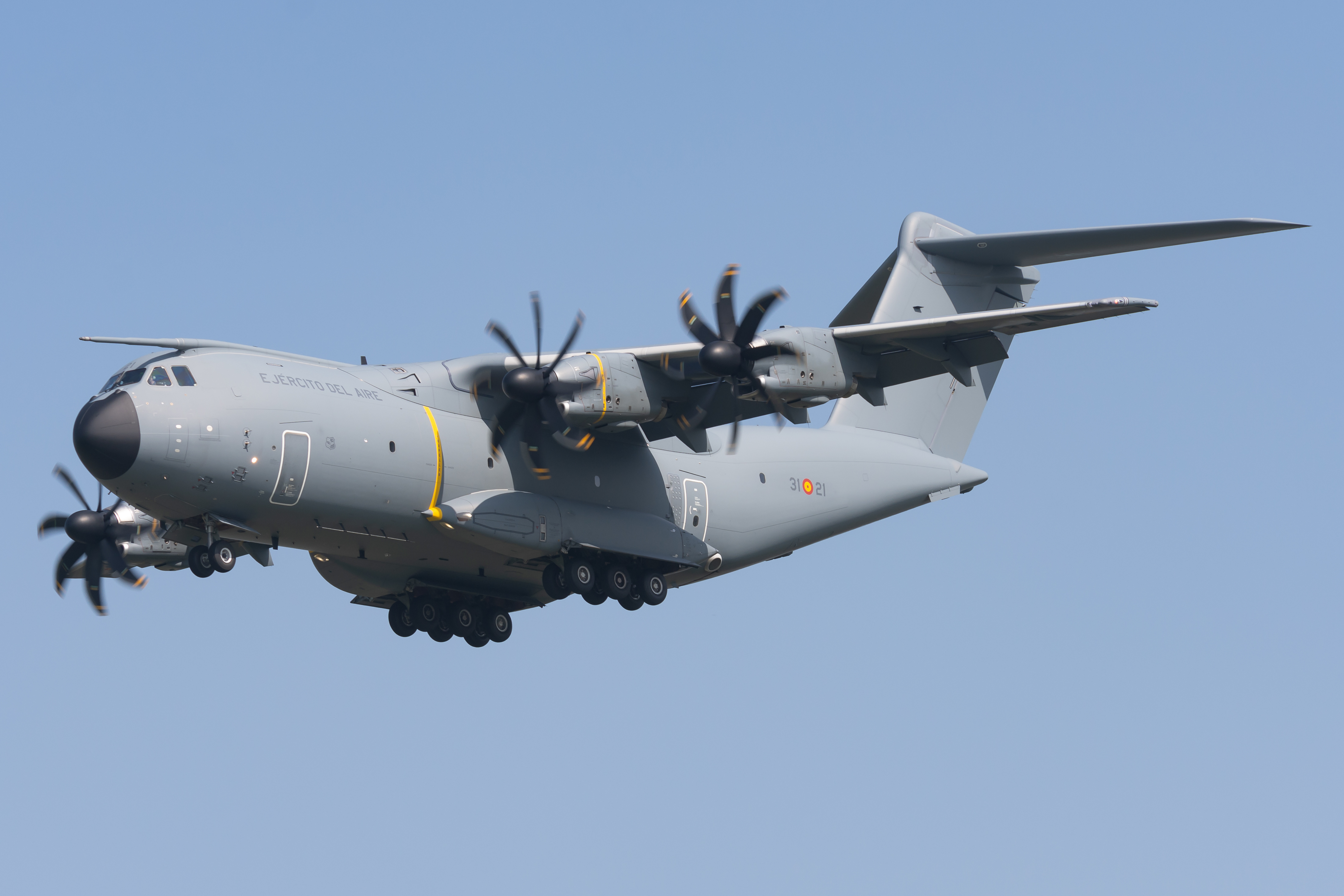
Авіалайнер Airbus A400M

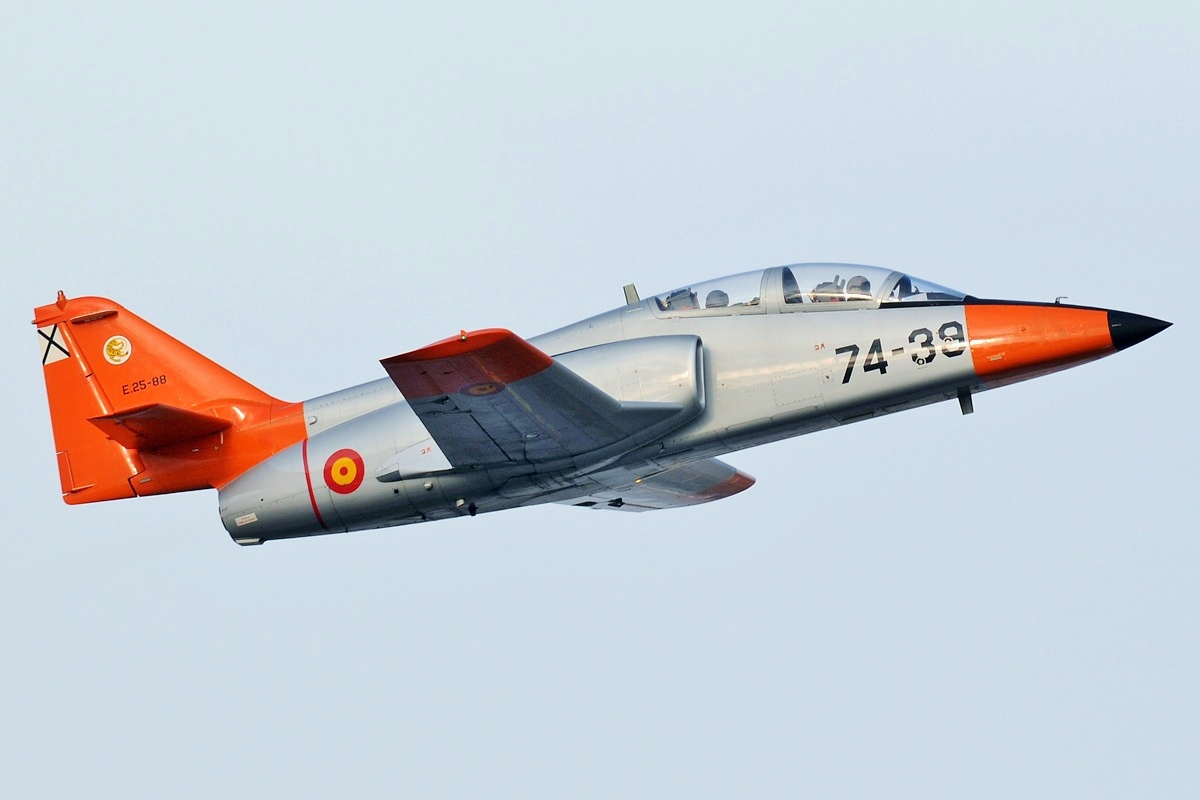
Літак CASA C-101, що використовується як навчальний

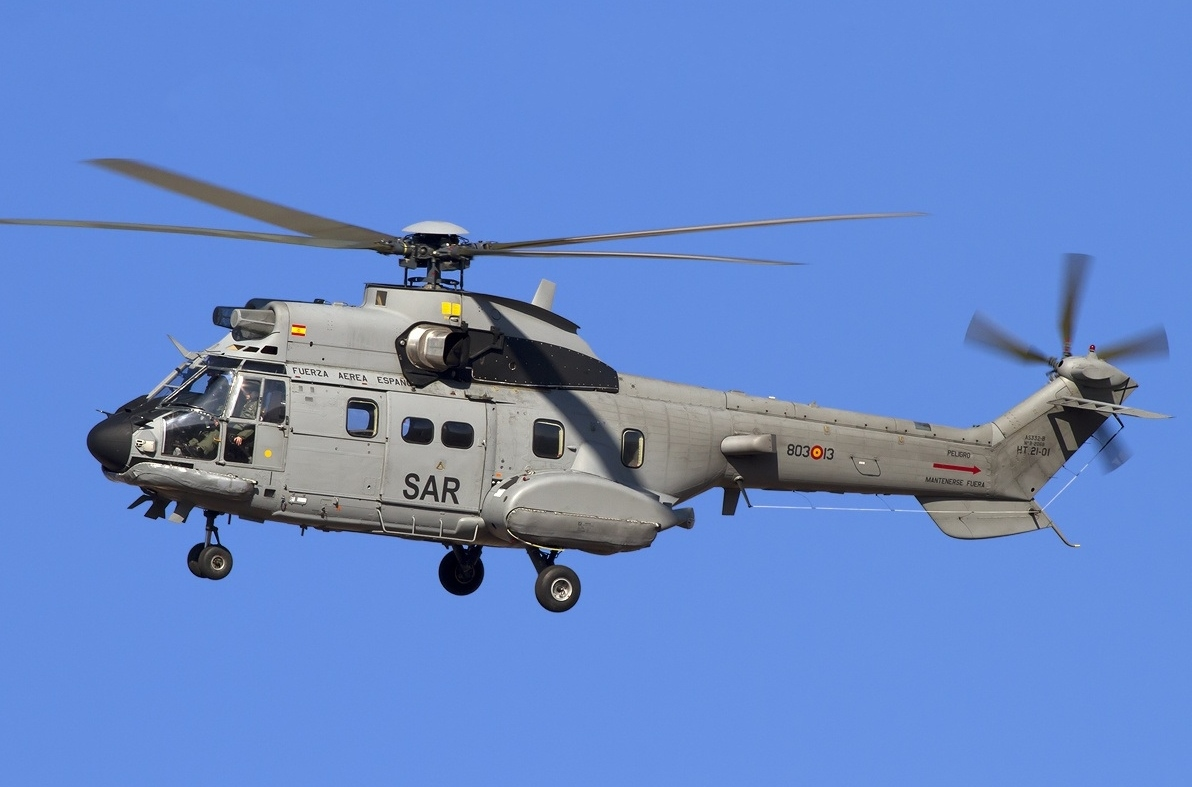
Airbus A400M

| Тип                      | Походження          | Призначення                       | Варіант       | Кількість     | Примітки                                                    |
| Бойові літаки            | Бойові літаки       | Бойові літаки                     | Бойові літаки | Бойові літаки | Бойові літаки                                               |
| ------------------------ | ------------------- | --------------------------------- | ------------- | ------------- | ----------------------------------------------------------- |
| F/A-18 Hornet            | США                 | Багатоцільовий                    | EF-18A.       | 84            | 12 EF-18BM забезпечують навчальну підготовку                |
| Єврофайтер Тайфун        | Іспанія             | Багатоцільовий                    | EF 2000       | 68            | 20 замовлених                                               |
| Морські патрульні літаки |                     |                                   |               |               |                                                             |
| CASA C-212               | Іспанія             | Морський патрульний               |               | 3             |                                                             |
| CASA CN-235              | Іспанія / Індонезія | Патрульний / Пошуково-рятувальний |               | 9             | один використовується для повітряної розвідки               |
| Літаки РЕБ               |                     |                                   |               |               |                                                             |
| Dassault Falcon 20       | Франція             | Літаки РЕБ                        |               | 1             |                                                             |
| Транспортні              |                     |                                   |               |               |                                                             |
| Кінг Ейр                 | США                 | Багатоцільовий                    | 90            | 3             |                                                             |
| CASA C-212               | Іспанія             | Транспортний                      |               | 8             |                                                             |
| Аеробус А310.            | ЄС                  | VIP-перевезення                   | A310-304      | 2             |                                                             |
| Airbus A400M             | Франція / Іспанія   | літак-заправник                   |               | 13            | 4 літаки, що здійснюють дозаправку в повітрі — 14 замовлені |
| Airbus A330 MRTT         | ЄС                  | транспортний / літак-заправник    |               |               | 3 замовлені                                                 |
| Dassault Falcon 900      | Франція             | VIP-транспорт                     | Falcon 900B   | 5             |                                                             |
| CASA C-295 / 235         | Іспанія             | транспортний                      |               | 20            |                                                             |
| Cessna Citation V        | США                 | повітряної розвідки               |               | 3             |                                                             |
| Пожежні літаки           |                     |                                   |               |               |                                                             |
| Bombardier CL-415        | Канада              | Пожежний літак                    |               | 3             |                                                             |
| Bombardier CL-215        | Канада              | Пожежний літак                    |               | 14            |                                                             |
| Гелікоптери              |                     |                                   |               |               |                                                             |
| NHI NH90                 | ЄС                  | Багатоцільовий                    |               | 6             | 6 на замовлення                                             |
| Sikorsky S-76            | США                 | Багатоцільовий                    |               | 8             | також забезпечує підготовку пілотів гелікоптера             |
| Eurocopter AS332         | Франція             | Багатоцільовий / CSAR             |               | 12            |                                                             |
| Навчальні літаки         |                     |                                   |               |               |                                                             |
| Т-35 Pillán              | Чилі                | навчально-тренувальний літак      |               | 34            |                                                             |
| CASA C-101               | Іспанія             | навчально-тренувальний літак      |               | 41            |                                                             |
| Northrop F-5             | США                 | навчально-тренувальний літак      | F-5M          | 19            |                                                             |
| Pilatus PC-21            | Швейцарія           | навчально-тренувальний літак      |               | 24            | Додаткове замовлення 16                                     |
| Airbus H135              | Німеччина           | навчально-тренувальний            |               |               | 11 на замовлення                                            |
| Eurocopter EC120         | Франція             | навчально-тренувальний            |               | 14            |                                                             |
| БПЛА                     |                     |                                   |               |               |                                                             |
| MQ-9A Predator B         | США                 | розвідувально-ударний             |               | 4             |                                                             |

## Ідентифікація літаків
.

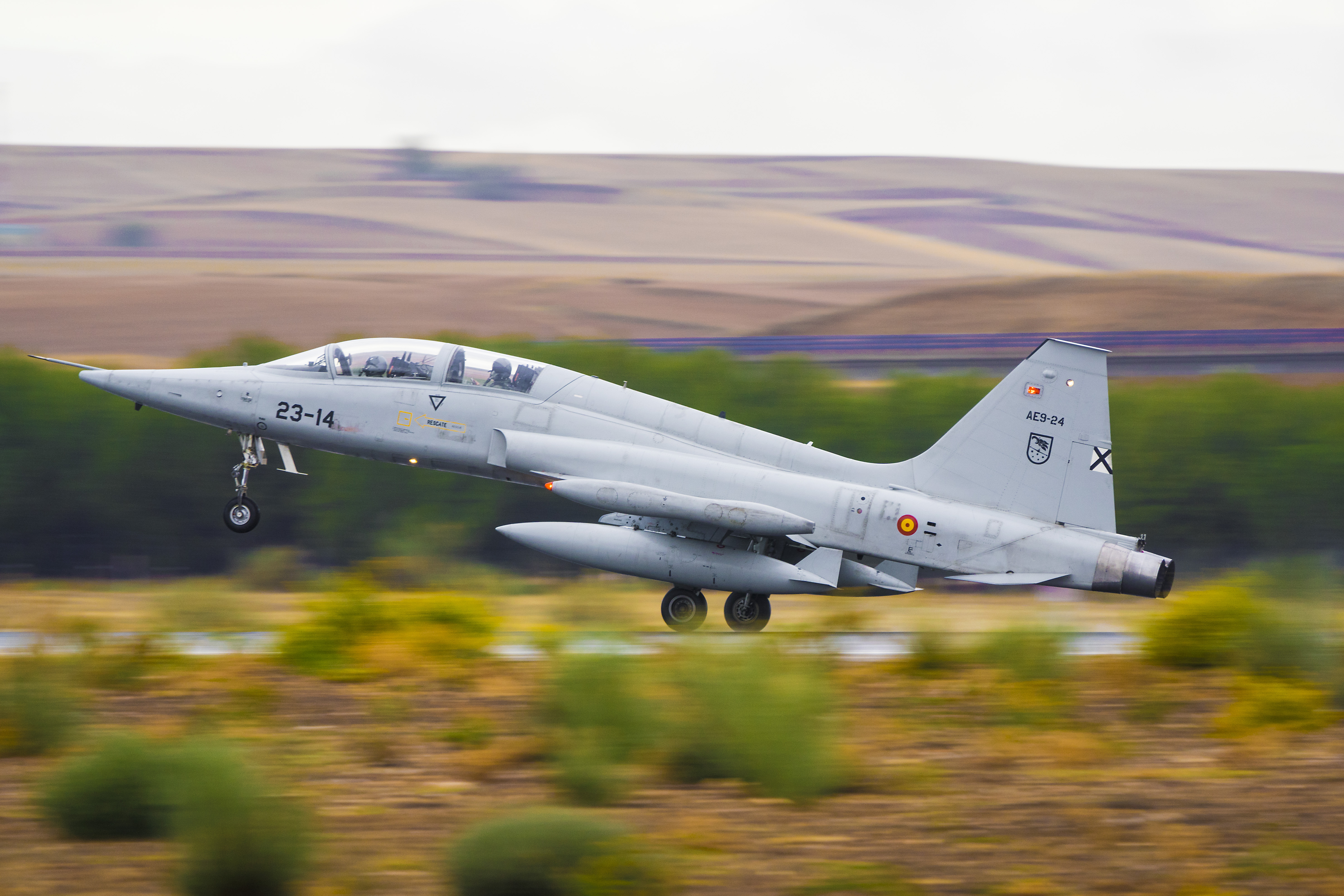
Нортроп F-5 в Талавера-ла-Реаль, ідентифікований серійним префіксом A (ударний) E (навчальний).9 в іспанській системі

Іспанські повітряні та космічні сили мають власну буквено-цифрову систему для ідентифікації літаків. Вона утворює префікс до серійного номера планера, який зазвичай позначається на хвості. Літера або літери відповідають заданому використанню. Таким чином, C означає cazabombardero (винищувач-бомбардувальник); A, ataque (атака); P, patrulla (патруль); T, transporte (транспорт); E, enseñanza (навчання); D — пошук і порятунок; H — гелікоптер; K — танкер; V — вертикальний зліт і посадка (VTOL); і U — утиліта. Наприклад, F/A-18 з «C.15-08» на хвості — це п'ятнадцятий тип винищувача, що надійшов на озброєння ВПС Іспанії (Eurofighter — C.16), і восьмий зразок цього типу, що увійшов до складу ВПС Іспанії. На носовій частині або фюзеляжі літак має номер, що відповідає підрозділу, в якому він базується.
Варіанти літаків, що знаходяться на озброєнні, наприклад, двомісні версії або версії транспортних літаків-цистерн, додають ще одну літеру, щоб відрізнити їх функції, і мають свою власну послідовність серійних номерів, відмінну від основних версій. Приклад: «CE.15-02» — це другий двомісний літак F/A-18 (Fighter Trainer), поставлений до SAF. Крім того, літаки, що використовуються ВПС Іспанії, зазвичай мають код, що складається з однієї або двох цифр, за якими слідує тире і два числа, нанесені на носі або фюзеляжі. Перше число відповідає підрозділу, до якого вони належать, а друге — порядку, в якому вони надійшли на озброєння. Приклад: четвертий F/A-18, що прибуває на аеродром Ала 12, матиме на носі код «12-04». Ці коди змінюються, коли літак перерозподіляється до іншої частини.[джерело?]

## Звання
Шаблон:Основні військові звання Іспанії

### Офіцери
Шаблон:Звання та знаки розрізнення військово-повітряних сил НАТО/OF/BlankШаблон:Звання та знаки розрізнення Військово-повітряних сил НАТО/OF/Іспанія

### Звання та знаки розрізнення сержантського та старшинського складу
Шаблон:Звання та знаки розрізнення військово-повітряних сил НАТО/OR/BlankШаблон:Звання та знаки розрізнення військово-повітряних сил НАТО/ОР/Іспанія

## Іспанські повітряні аси

### Список повітряних асів Громадянської війни в Іспанії[джерело?]
- Хоакін Гарсія-Морато-і-Кастаньо
- Хуліо Сальвадор Діас-Бенхумеа
- Мануель Васкес Сагастісабаль
- Арістідес Гарсія-Лопес Ренгель
- Мігель Замбудіо Мартінес
- Анхель Салас Ларрасабаль
- Мігель Гарсія Пардо
- Андрес Гарсія Калле
- Мануель Агірре Лопес
- Хоакін Веласко Фернандес Неспраль
- Карлос Байо Алессандрі
- Мануель Зарауза Клаверо
- Хуан Ларіо
- Хав'єр Альєнде Ісасі
- Естебан Ібаррече Арріага
- Феліпе дель Ріо Креспо
- Еміліо О'Коннор Вальдівельсо
- Хосе Ларіос Фернандес
- Хосе Марія Браво Фернандес-Ермоса
- Леопольдо Моркільяс Рубіо

### Список асів Другої світової війни з Іспанії[джерело?]
- Вісенте Альдекоа Леканда
- Дамасо Аранго Лопес
- Луїс Аскета Брунет
- Вісенте Белтран
- Фернандо Бенгоа Кремадес
- Маріано Куадра Медіна
- Лоренсо Лукас Фернандес Пенья
- Хосе Рамон Гавілан Понсе де Леон
- Антоніо Гарсія Кано
- Хуан Ларіо Санчес
- Хосе Луїс Ларраньяга
- Анхель Салас Ларрасабаль
- Хосе Матеос Ресіо
- Бернардо Менесес Ороско
- Франсіско Мероньо Пеллісер
- Хосе Паскуаль Сантамарія
- Фернандо Санчес Архона Куртой
- Мануель Санчес-Табернеро де Прада
- Франсіско Вальєнте Саррага
- Мануель Сарауза Клавер